# Afurcagobius
Afurcagobius  é um género de peixe da família Gobiidae e da ordem Perciformes.

## Espécies
- Afurcagobius suppositus (Sauvage, 1880)[3]
- Afurcagobius tamarensis (Johnston, 1883)[4][5][6][7][8][9][10][11]